# Boykinia lycoctonifolia
Boykinia lycoctonifolia är en stenbräckeväxtart som först beskrevs av Carl Maximowicz, och fick sitt nu gällande namn av Adolf Engler. Boykinia lycoctonifolia ingår i släktet bäckbräckor, och familjen stenbräckeväxter. Inga underarter finns listade i Catalogue of Life.

## Bildgalleri

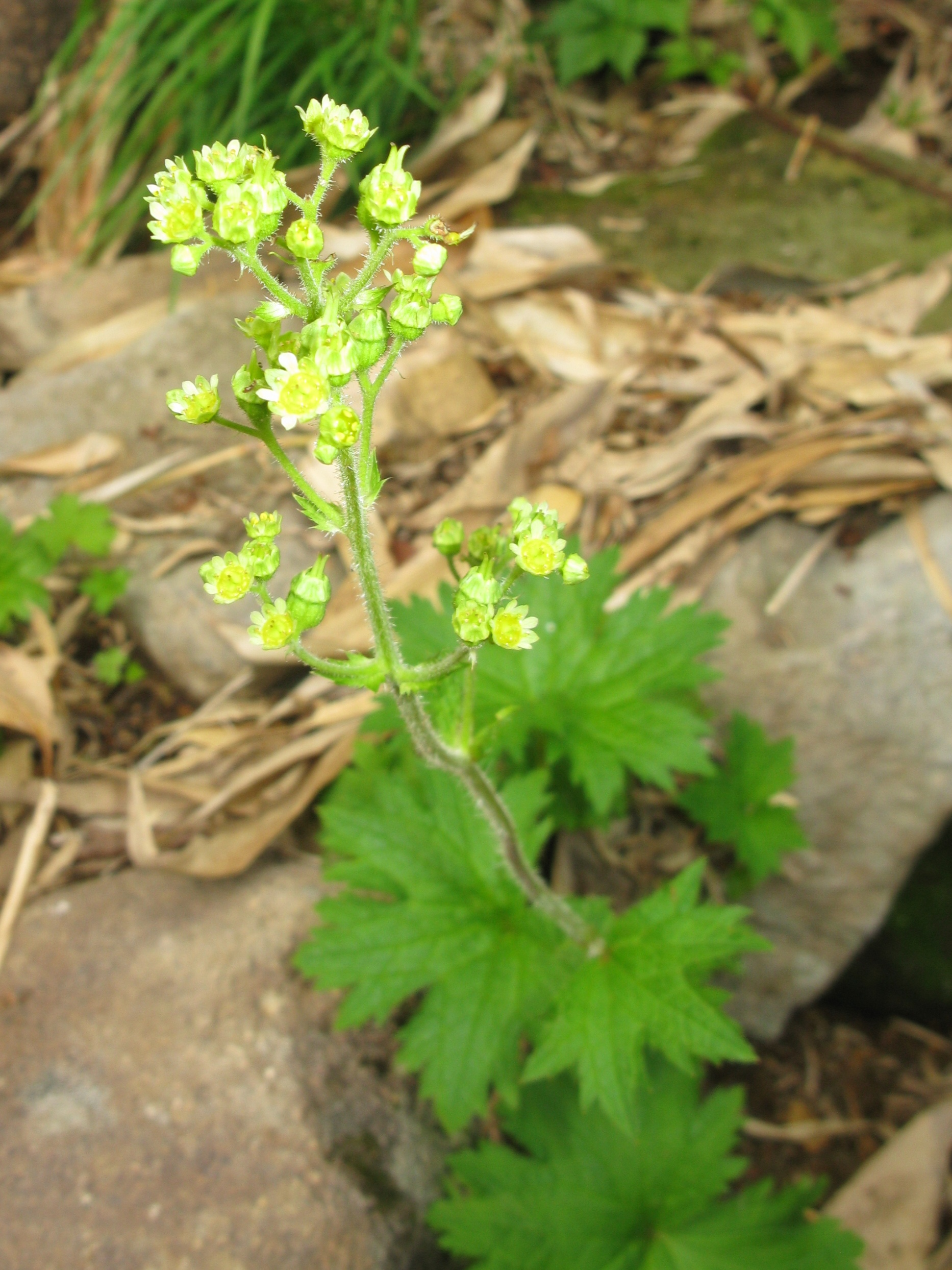
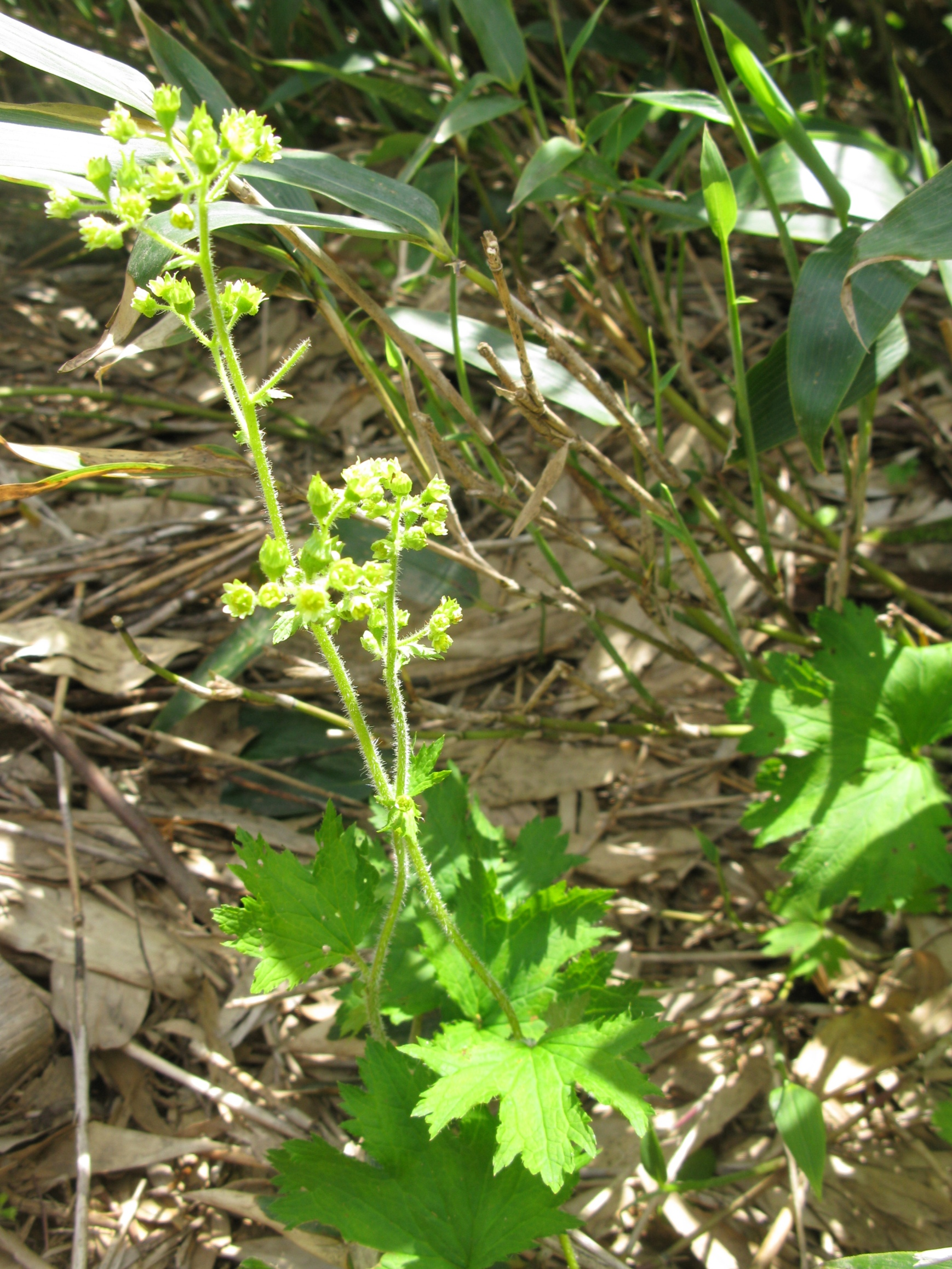
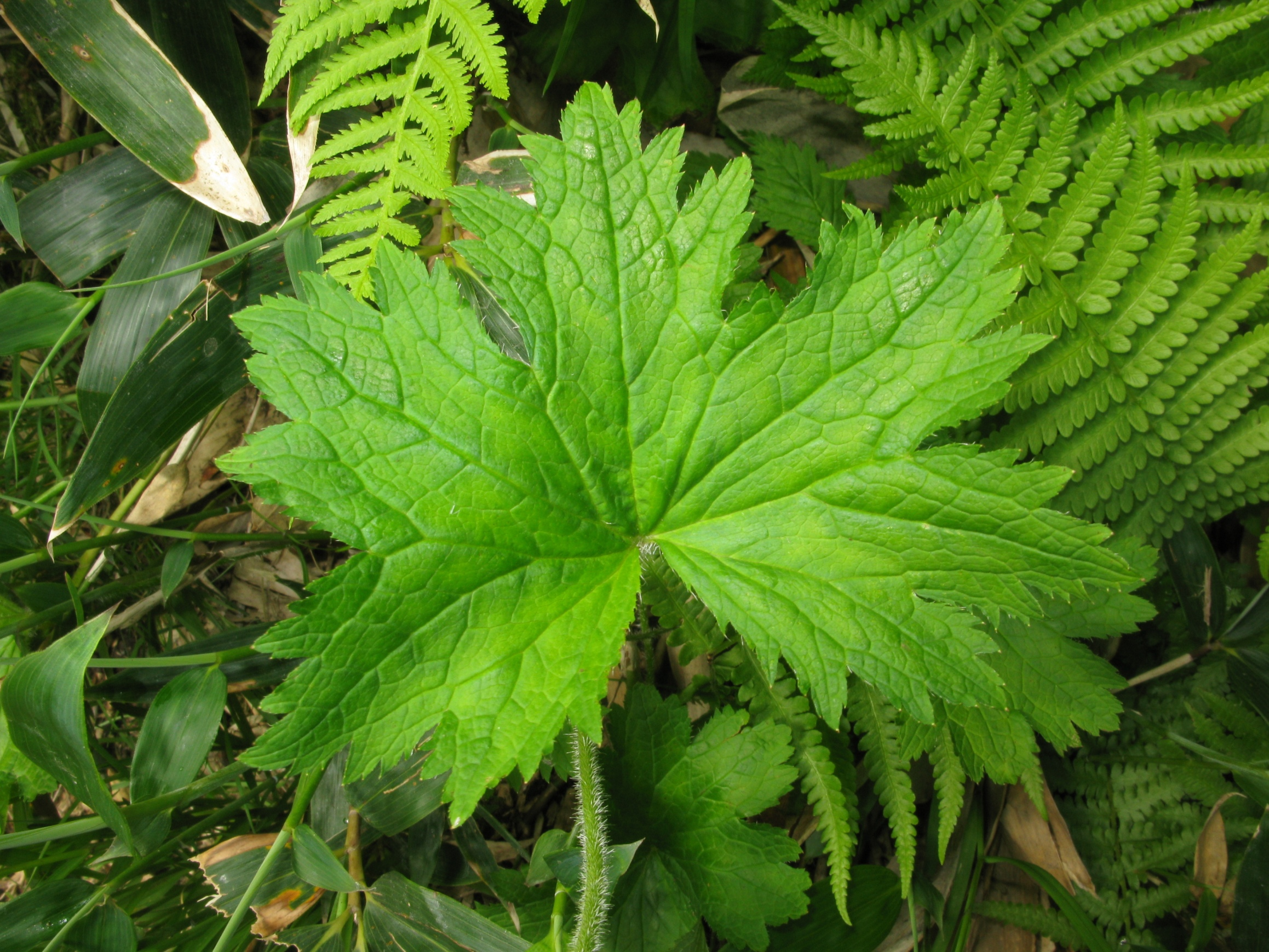
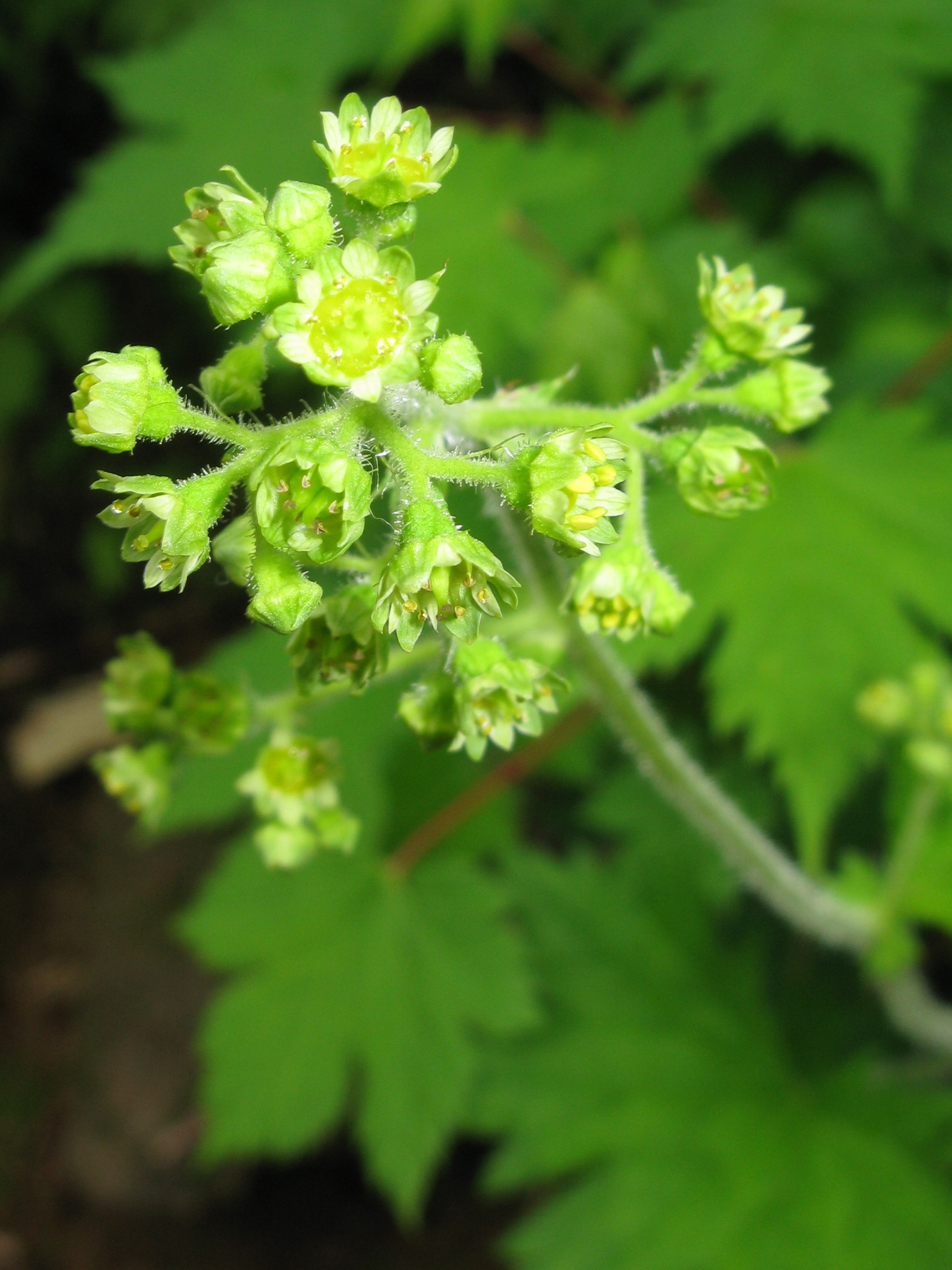